# 普拉森西亚村
普拉森西亚村，是西班牙埃斯特雷马杜拉卡塞雷斯省的一个市镇。总面积25平方公里，总人口274人（2001年），人口密度11人/平方公里。